# 近藤耀司
近藤 耀司（こんどう ようじ、1992年〈平成4年〉12月25日 - ）は、日本の男性モデル・タレント・歌手。ダンス&ボーカルグループ Darli'a（ダリア）のメンバー。大阪府出身。身長169cm。旧芸名はこんどう ようぢ、こんどう ようじ（2023年4月から芸名を本名としている）。

## 略歴
読者モデル出身の俳優千葉雄大に憧れ、自身も読者モデルをやってみたいと考えていた。また、アイドルに対する憧れもあった。高校時代より自身のブログにてファッションコーディネートの投稿を始め、ブログは1日あたり約60万アクセスを記録するようになった。初めは本名の「こんどうようじ」と名乗っていたが、「覚えやすいというか、印象を与える」「検索で自分のことが出てきやすい」といった理由から、ブログを新しくする機会に「ようぢ」と改めた。こんどうようぢのファンを、“yohdi”から取り「YD（ワイディー）」と呼ぶ。
2011年に上京し、イベント出演やWEGOモデルなどで活動。読者モデルで構成されたユニット「読モBOYS&GIRLS」の一員になり、2012年2月にはブログがアメーバオフィシャルブログになった。2013年頃にはモデルやショップスタッフとしての仕事をしていない「ニート」と自称していた時期があったが、SNSでファッションの発信を続け、モデル・タレントとしての活動を本格化させた。藤田富や大倉士門らとともに「原宿系」の人気男性読者モデルとなった。また、同じく読者モデルのryuchellやとまん、ゆうたろうらとともに、中性的な雰囲気を醸し出す「ジェンダーレス男子」としても注目される。
2015年6月、レギュラー出演番組『musicる TV』の企画で、ヒャダインと綾小路翔（氣志團）の制作楽曲「30th CENTURY BOY」でインディーズ・レーベルから歌手デビュー。同年8月、シングル「ぐるぐるんセカイ」でavex traxからメジャー・デビュー。同作は篠原ともえが衣装プロデュースを担当した。9月、WEGOよりジェンダーレスファッションブランド「DING」を立ち上げる。ブランドのコンセプトは「大人になりきれないこども」。同年11月、第4回渋谷ストリート・ベストドレッサー賞を受賞した。
2016年3月、藤田富・大倉士門とともに「読モBOYS&GIRLS」を卒業。2017年3月、既発のシングル4作の他、M!LKとのコラボレーション楽曲やピチカート・ファイヴ「東京は夜の七時」のカバーなどを含むファースト・アルバム『402』をリリースした。

## ディスコグラフィ
順位はオリコン週間の最高順位

### シングル
1. 30th CENTURY BOY（2015年6月24日、30位）
2. ぐるぐるんセカイ（2015年8月12日、46位）
3. ぱんっ!!!!!（2016年1月13日、22位）
4. だンオイラ（2016年9月28日、103位）

### アルバム
1. 402（2017年3月22日、88位）

## 出演

### 映画
- アスリート〜俺が彼に溺れた日々〜

### テレビドラマ
- 原宿ドラゴン（2015年4月 - 12月、TOKYO MX）[23]
- 絶対BLになる世界VS絶対BLになりたくない男（2021年、CSテレビ朝日） - 臼井 役[24]

### その他のテレビ番組
- オモハラTV（2014年1月 - 3月、TOKYO MX）
- musicる TV（2014年5月 - 、テレビ朝日）[25]

### 舞台
- 青春歌闘劇バトリズムステージWAVE（2019年1月25日 - 2月3日、東京都新宿 シアターサンモール）- シン 役[26]
- 少女革命ウテナ ～深く綻ぶ黒薔薇の～（2019年6月29日 - 7月7日、シアターGロッソ） - 千唾馬宮 役[27]
- 男子はつらくないよ??（2019年8月7日 - 11日、有楽町よみうりホール）- ジュン 役[28]
- 新感覚!スペクタクルステージ『THE★JINRO』－イケメン人狼アイドルは誰だ!!－（2020年6月30日 - 7月5日、新宿シアターモリエール）[29]
- ToyLateLie 第12回本公演「ふつう（仮）」（2020年10月15日 - 25日、シアターKASSAI）[30]
- イケメン王子 美女と野獣の最後の恋 THE STAGE ～Beast Leon～（2020年12月24日 - 27日、シアター1010） - イヴ＝クロス 役[31]
- One Night Butterfly（2021年8月12日 - 17日、有楽町よみうりホール）[32]
- DANK HEARTS presents『ホントに?Boys編』“Go! Go! Millionaires:Boys feature”（2021年10月2日 - 3日13:00公演、オンライン配信 / 3日16:00公演、大阪市立芸術創造館）[33]
- キューピット・パラサイト The Stage（2021年11月10日 - 14日、全電通労働会館 多目的ホール） - ギル・ラヴクラフト 役[34]
  - キューピット・パラサイト The Stage（2025年7月、ラゾーナ川崎プラザソル）[35]

### 配信ドラマ
- 走れ!サユリちゃん（2015年、日テレ無料TADA / Umabi） - 橘宗次郎 役[36]

### ウェブテレビ
- さぁ、恋をきがえましょう（2017年9月2日 - 10月7日、AbemaTV）[37]

## 書籍
- ようぢWORLD（2013年10月12日、宝島社）ISBN 978-4800215901
- ようぢLAND（2014年11月19日、宝島社）ISBN 978-4800233189
- こんどうようぢ1st写真集「こんどうようぢ?」（2014年12月25日、1月と7月）ISBN 978-4907259068
- #こんどうようぢ（2016年7月19日、祥伝社）ISBN 978-4396430726
- ようぢの大阪旅行 〜402 other cut〜（2017年4月3日）

### 雑誌
- Zipper（祥伝社）
  - 「こんどうようぢの初体験」
  - 「ようぢのファッション図鑑」
- CHOKi CHOKi GiRLS（内外出版社） - メンズモデル[38]

### 関連書籍
- 立ち止まったとき、ボクらの心をささえる言葉77『雨のち晴れでまた明日』（2014年、KADOKAWA）
- ジェンダーレス男子『ジェンダーレス男子。』（2015年、双葉社）[12] ISBN 978-4575309768

## 受賞歴
- 渋谷ストリート・ベストドレッサー賞 （原宿ストリート部門：2015年）[17][18]